# ToF 카메라

표적에 반사되는 광 펄스의 전파 시간

ToF 카메라(time-of-flight camera, ToF camera) 또는 ToF 센서(time-of-flight sensor)는 시간을 기준으로 이미지의 각 지점에 대해 카메라와 피사체 사이의 거리를 측정하는 거리 이미징 카메라 시스템이다. 레이저 기반 ToF 카메라는 스캐닝 LIDAR 시스템과 같이 레이저 빔을 사용하여 지점별로 캡처하는 것과 달리 각 레이저 펄스로 전체 장면을 캡처하는 보다 광범위한 스캐너리스 LIDAR 클래스의 일부이다. 민간용 ToF 카메라 제품은 2000년경에 등장하기 시작했다. 반도체 공정을 통해 이러한 장치에 필요한 부품을 충분히 빠르게 생산할 수 있었기 때문이다. 이 시스템은 수 센티미터에서 최대 수 킬로미터의 범위를 포괄한다.

## 같이 보기
- 키넥트